# Invasión
Una invasión es una acción militar que consiste en la entrada de las fuerzas armadas de una entidad geopolítica en el territorio controlado por otra entidad semejante, normalmente con el objetivo de conquistar el territorio o cambiar el gobierno establecido. Una invasión puede ser la causa de una guerra, puede usarse como parte de una estrategia mayor para terminar una guerra.
El término suele connotar un esfuerzo estratégico de considerable magnitud. Ya que los objetivos de una invasión suelen ser a gran escala y a largo plazo, se necesitan muchas fuerzas para mantener un territorio y proteger los intereses de la entidad invasora. En general, las infiltraciones tácticas más pequeñas no se consideran invasiones y normalmente se clasifican como escaramuzas, salidas, asesinatos selectivos o reconocimientos ofensivos. Por definición, una invasión es un ataque llevado a cabo por fuerzas externas. Por tanto, las rebeliones, guerras civiles, golpes de Estado, democidios u otros actos de opresión no se consideran invasiones.

## Invasión como agresión
Tras la Segunda Guerra Mundial, se reunió un tribunal de Núremberg para procesar a los oficiales de la Alemania nazi por crímenes de guerra. En ese contexto, el concepto de «invasión» se abstrajo en principio como «agresión», para hacer referencia a la propia hostilidad como violación de los principios del civismo o de la ley internacional. Alemania había empezado una campaña de ofensivas que incluía la invasión de casi todos los países vecinos de Europa, incluyendo a Polonia, Francia y la Unión Soviética. De acuerdo con el tribunal, una agresión es:

el crimen internacional supremo, distinto a otros crímenes de guerra solo en que contiene dentro de sí la maldad acumulada del conjunto.

Se hace referencia a este principio en los Principios de Núremberg que, en paralelo con las Convenciones de Ginebra, están incluidos en la Carta de las Naciones Unidas.

## Historia
La evidencia arqueológica indica que las invasiones han sido frecuentes desde la prehistoria. En la antigüedad, antes de las comunicaciones por radio y el transporte rápido, la única manera de asegurarse unos refuerzos suficientes era mover los ejércitos como una única fuerza masiva. Esto, por su propia naturaleza, condujo hacia la estrategia de la invasión. Con las invasiones vinieron los intercambios culturales en el gobierno, la religión, la filosofía y la tecnología, que moldearon el desarrollo de gran parte del mundo antiguo.

## Motivos y justificaciones
Normalmente las invasiones se han planeado para ganar rápidamente territorio y ventaja geopolítica. A menudo se añaden a estas motivaciones los atractivos de un saqueo inmediato. Sin embargo, las razones aducidas como casus belli de las invasiones incluyen la recuperación de un territorio perdido en el pasado; el idealismo religioso; las políticas de interés nacional; la persecución de los enemigos; la protección de los aliados; la adquisición de colonias; la previsión de un ataque futuro real o percibido; la protección o adquisición de rutas de transporte o recursos naturales, incluyendo los suministros de agua y petróleo; aplacar un conflicto desestabilizador o irrazonable entre vecinos; y como castigo a una supuesta deshonra.
Una justificación para la invasión relativamente reciente, que surgió durante el siglo XIX cuando las Grandes Potencias se otorgaron el derecho de organizar la política mundial, consiste en cambiar o restaurar la cúpula de un régimen político de una nación o territorio. En estos casos, la fuerza contraria solía aludir al motivo de la "protección" del territorio invadido. Durante el siglo XIX, las invasiones de esta naturaleza se solían manifestar bajo el emblema del imperialismo. Normalmente una invasión así será percibida por un bando como un acto de usurpación y por el otro como un acto de liberación.
Una tendencia política moderna, probablemente instigada por un deseo de evitar acusaciones de imperialismo, consiste en que el invasor etiqueta eufemísticamente la invasión como una "intervención" para lograr un objetivo que se plantea en términos beneficiosos.

## Defensas

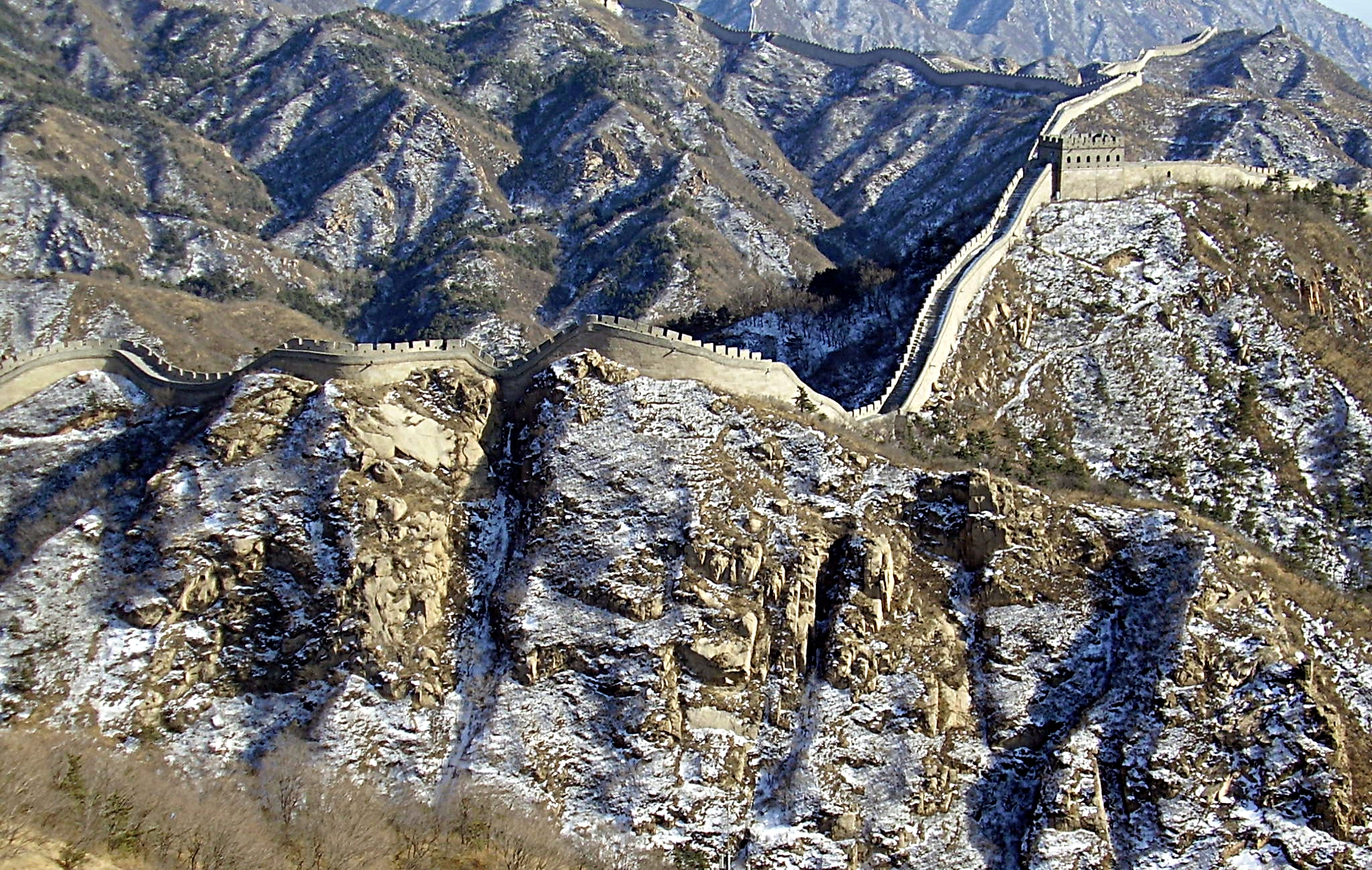
La Gran Muralla en invierno, cerca de Pekín.

Las naciones-estado con vecinos potencialmente hostiles normalmente adoptarán medidas defensivas para retrasar o impedir una invasión. Además de usar barreras geográficas como los ríos, los pantanos o el terreno accidentado, históricamente estas medidas han supuesto fortificaciones. Se pretende que una defensa así impida activamente que una fuerza invasora penetre en el país por medio de una barrera extensa y bien defendida; el Muro de Adriano, la Gran Muralla China y la Danevirke son ejemplos famosos. Entre estas barreras también están las líneas de trincheras y, en tiempos más modernos, los campos de minas, las cámaras y los sensores de movimiento. Sin embargo, estas barreras necesitan que una fuerza militar grande proporcione la defensa, además de mantener el equipamiento y las posiciones, algo que puede imponer una gran carga económica sobre el país. Algunas de estas técnicas también se pueden volver contra los defensores, cuando se usan para evitar que escapen o se reabastezcan. Durante la Operación Inanición, las fuerzas aliadas utilizaron minas para evitar que los japoneses recibieran los cargamentos de alimento.
Como alternativa, se pueden construir fortificaciones en ciertos emplazamientos, como los castillos o fortalezas situados cerca de una frontera. Estas estructuras se diseñan para retrasar una invasión el tiempo suficiente para que la nación que se defiende movilice un ejército lo bastante grande para defenderse o, en algunos casos, para contraatacar con otra invasión, por ejemplo, la Línea Maginot. Las fortalezas se pueden situar de manera que la guarnición pueda interceptar las líneas de suministro de los invasores. La teoría que hay detrás de estas fortalezas espaciadas es que el invasor no pueda permitirse traspasar estas defensas, y por tanto tenga que asediar las estructuras.

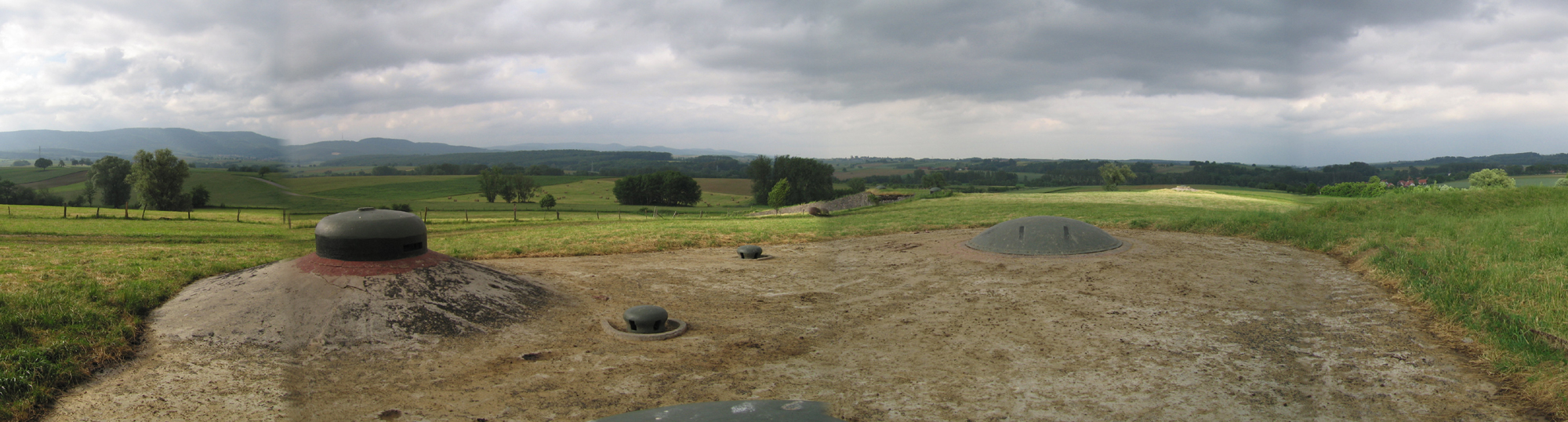
Vista desde una batería en Oubrage Schoenenboug, en Alsacia. Nótese la torreta retráctil a la izquierda en primer plano.

En los tiempos modernos, la idea de construir defensas estáticas a gran escala para luchar contra las amenazas terrestres se ha quedado en gran parte obsoleta. Las campañas aéreas de precisión y la mecanización a gran escala han hecho que las defensas ligeras y móviles sean preferibles a los ojos de los planificadores militares. Las naciones que se defienden contra las invasiones modernas suelen usar centros de alta población, como ciudades y pueblos, a modo de puntos defensivos. El invasor debe capturar estos puntos para destruir la capacidad del defensor de proseguir la guerra. El defensor utiliza divisiones acorazadas móviles e infantería para proteger estos puntos, pero siguen siendo muy móviles y normalmente pueden retirarse. Un ejemplo prominente del uso de las ciudades como fortificaciones se puede observar en las posiciones del ejército de Irak en la invasión de Irak de 2003, en Bagdad, Tikrit y Basora durante los combates de la Segunda Guerra del Golfo. Un defensor también puede usar estos recursos móviles para precipitar un contraataque, como hizo el Ejército Rojo soviético en la Batalla de Kursk, o la Alianza del Norte en Afganistán.
Sin embargo, los emplazamientos estáticos siguen siendo útiles tanto en la defensa contra ataques navales y contra ataques aéreos. Las minas marinas siguen siendo una forma barata pero efectiva de defender los puertos y estrangular las líneas de suministro. Los sistemas de defensa aérea estáticos que combinan cañones antiaéreos con lanzamisiles siguen siendo la mejor manera de defenderse contra los ataques aéreos. Fueron utilizados con efectividad por los norvietnamitas en los alrededores de Hanói. Además, Estados Unidos ha invertido una considerable cantidad de tiempo y dinero en la construcción del sistema National Missile Defense, una red estática de defensa capaz de interceptar misiles balísticos intercontinentales.
Las naciones isleñas, como el Reino Unido o Japón, y los países continentales con mucha costa, como Estados Unidos, han hecho uso de una presencia naval significativa para prevenir una invasión del país, en lugar de fortificar sus zonas fronterizas. Sin embargo, una defensa naval exitosa requiere una superioridad en potencia naval y la capacidad de sostener y dar servicio a esa fuerza de defensa.
En países especialmente grandes, las fuerzas defensoras pueden replegarse para facilitar un contraataque atrayendo a los invasores dentro del territorio hostil. Un efecto de esta táctica es que la fuerza invasora se desperdiga demasiado, dificultando el suministro y haciendo que las líneas sean más susceptibles a un ataque. Esta táctica, aunque costosa, ayudó a los rusos a detener el avance alemán en Stalingrado. También puede hacer que la fuerza invasora se adentre demasiado, permitiendo la aplicación de un movimiento de tenaza para aislarla de los refuerzos. Esta fue la causa de la derrota británica en la Batalla de Cowpens, durante la Guerra de Independencia de los Estados Unidos. Por último, enviar demasiados refuerzos puede dejar muy pocas defensas en el territorio del atacante, permitiendo una contrainvasión desde otras áreas.

## Métodos
Hay muchos métodos distintos para llevar a cabo una invasión, y cada uno de ellos tiene puntos a favor y en contra. Se incluyen las invasiones por tierra, mar o aire, o cualquier combinación de ellas.

### Invasión por tierra
La invasión por tierra es la simple entrada de fuerzas armadas en un área utilizando las conexiones terrestres existentes, a menudo cruzando fronteras u otras zonas definidas, como una zona desmilitarizada, superando emplazamientos y estructuras defensivas. Aunque esta táctica suele producir una victoria rápida, los movimientos de tropas son relativamente lentos y sujetos interrupciones por el terreno o el tiempo. Además, es difícil disimular los planes de este método de invasión, ya que la mayoría de las entidades geopolíticas toman posiciones defensivas en las zonas más vulnerables a los métodos mencionados arriba.
En la guerra moderna, la invasión por tierra tiene lugar a menudo después (a veces durante) de atacar al objetivo por otros medios. Los ataques aéreos y los misiles de crucero lanzados desde buques en el mar son métodos comunes para "suavizar" el objetivo. Otros preparativos más sutiles consisten en granjearse secretamente el apoyo popular, asesinar figuras políticas o militares potencialmente amenazadoras, y cortar las líneas de suministro en los puntos que cruzan los países vecinos. En algunos casos, estos otros medios de ataque eliminan la necesidad de un asalto por tierra; el bombardeo nuclear de Japón en 1945 hizo innecesario invadir las islas principales con tropas de infantería. En casos como este, aunque se siguen necesitando tropas para ocupar el territorio conquistado, se les permite entrar bajo los términos de un tratado y por lo tanto ya no son invasoras. Al ir evolucionando el combate no tripulado de largo alcance, los casos de invasiones básicas por tierra son cada vez más escasos; a menudo, la lucha convencional ya ha terminado antes de que la infantería llegue con el papel de pacificadores (véase "Aplicaciones en la guerra de cuarta generación" en este mismo artículo).

### Invasión por mar

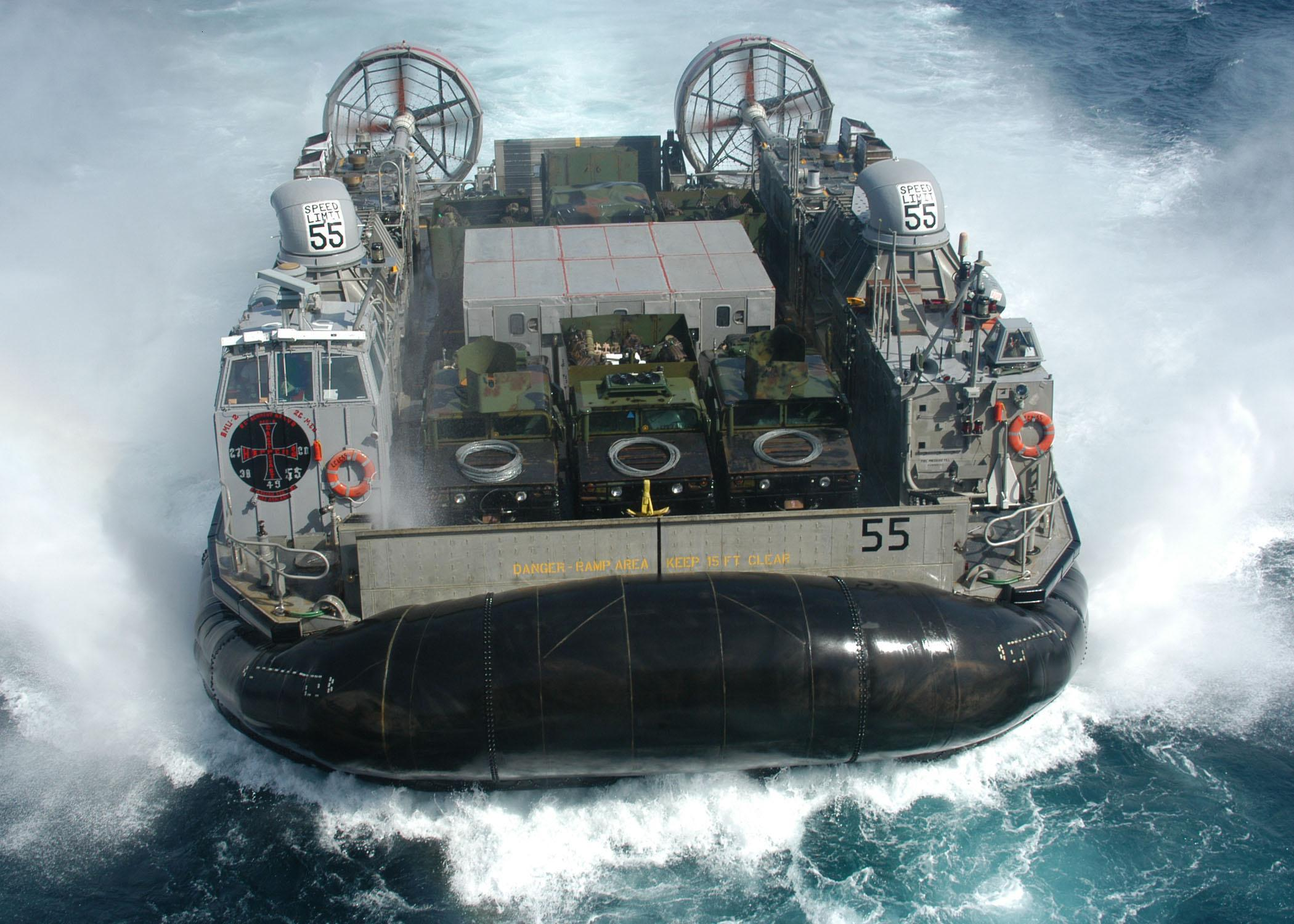
Un LCAC realizando maniobras en el Golfo Pérsico en 2005.

La invasión por mar es el uso de un cuerpo de agua para facilitar la entrada de las fuerzas armadas en un área, a menudo una masa de tierra colindante al cuerpo de agua o una isla. En general se suele aplicar en conjunción con otro método de invasión, especialmente antes de la invención del vuelo, para los casos en los que no hay otro método de entrar en el territorio en cuestión. Los argumentos a favor de este método suelen ser la posibilidad de realizar un ataque por sorpresa desde el mar, o que las defensas navales de la zona en cuestión sean insuficientes para repeler un ataque. Sin embargo, la gran cantidad de equipamiento especializado, como los vehículos anfibios y la dificultad de establecer defensas—a menudo con un gran número de bajas como resultado—con relativamente poca ganancia a cambio, son los argumentos que se usan a menudo contra este método de invasión. Los riesgos submarinos y la falta de protección son problemas muy comunes durante las invasiones desde el mar. En la batalla de Tarawa, las barcazas de desembarco quedaron atrapadas en un arrecife de coral y fueron bombardeadas desde la playa. Otros vehículos de desembarco se hundieron antes de que pudieran alcanzar la orilla, y los tanques que transportaban quedaron varados en el agua. La mayoría de los supervivientes de la primera andanada acabaron inmovilizados en la playa. La isla fue conquistada pero con un gran coste, y la pérdida de vidas provocó masivas protestas civiles en Estados Unidos.

### Invasión por aire

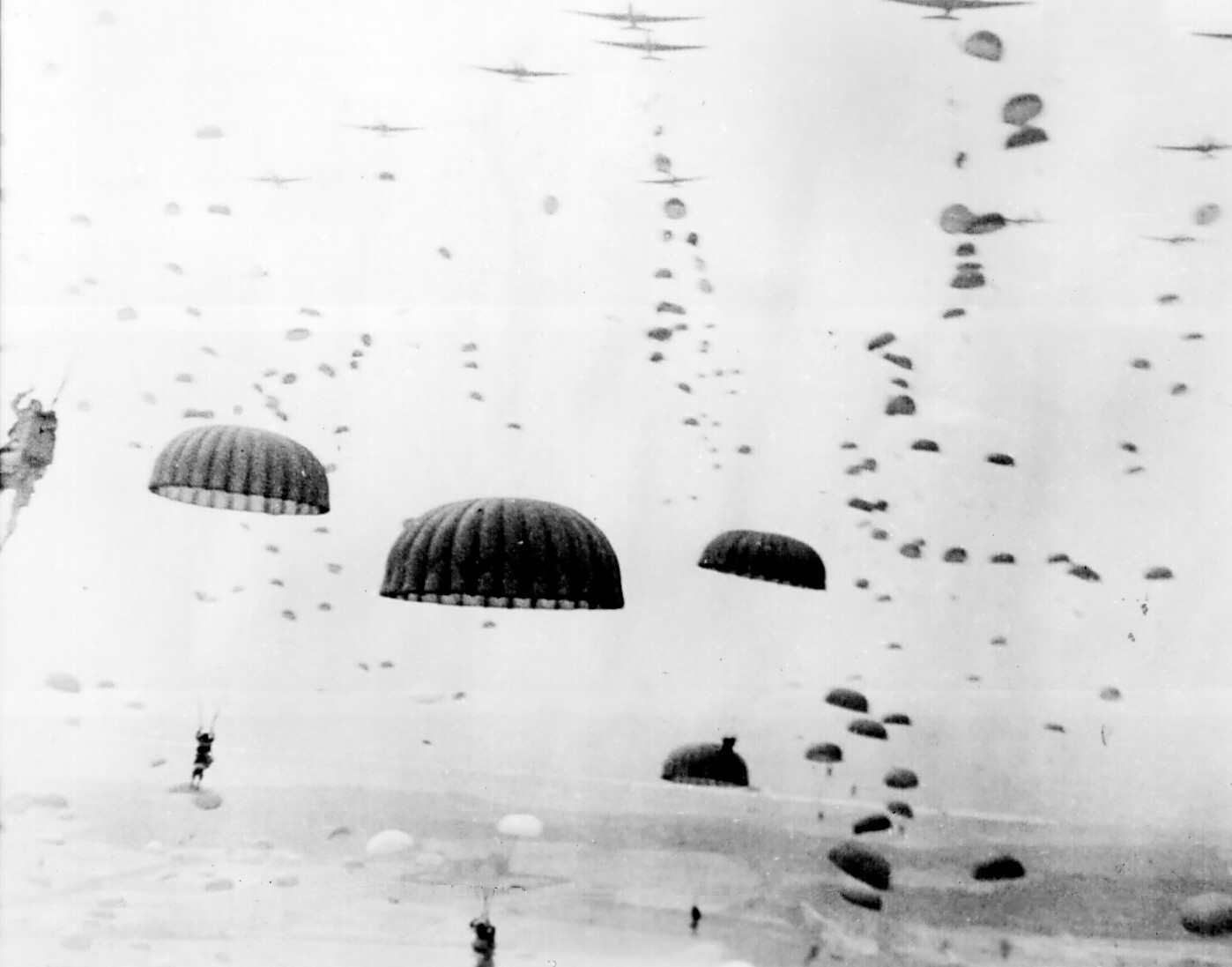
Miles de paracaidistas descendieron durante la Operación Market Garden.

La invasión por aire es un invento del siglo XX y parte de la guerra moderna. La idea implica enviar unidades militares a un territorio mediante una aeronave. La aeronave bien aterriza, permitiendo a las unidades militares desembarcar e intentar conseguir su objetivo, o bien las tropas abandonan la aeronave mientras está en el aire, utilizando paracaídas o dispositivos similares para tomar tierra en el territorio a invadir. Los asaltos por aire se han utilizado muchas veces para allanar el camino a una invasión terrestre o marítima, tomando posiciones clave dentro de las líneas enemigas, como puentes o encrucijadas, pero nunca ha tenido éxito una invasión completamente aérea. Los dos problemas inmediatos son el reabastecimiento y los refuerzos. Una fuerza aerotransportada de tamaño considerable no puede abastecerse adecuadamente sin ir al encuentro de las fuerzas de tierra; una fuerza aerotransportada demasiado pequeña simplemente se colocaría en una situación de acorralamiento. Los argumentos a favor de este método están relacionados con la posibilidad de apoderarse de objetivos específicos que no son accesibles fácilmente desde tierra o mar, con una mayor probabilidad de tomar por sorpresa al enemigo y destruir sus estructuras defensivas y, en muchos casos, con la necesidad de un número reducido de tropas debido al elemento sorpresa. Los argumentos en contra de este método suelen estar relacionados con la capacidad de llevar a cabo una invasión así—como el gran número de aviones que serían necesarios para transportar un número suficiente de tropas—y la necesidad de un gran nivel de inteligencia para que la invasión tenga éxito.
Los ejemplos más cercanos a una verdadera invasión por aire son la Batalla de Creta, la Operación Jueves (la segunda operación de los Chindits durante la Campaña de Burma) y la Operación Market Garden. La Operación Market Garden fue un asalto a Holanda, ocupada por los alemanes, llevado a cabo en septiembre de 1944. Cerca de 35.000 hombres saltaron con paracaídas y planeadores sobre el territorio enemigo en un intento de capturar los puentes de manos de los alemanes y allanar el camino al avance aliado. Sin embargo, incluso con una fuerza tan masiva que tomó a los alemanes completamente por sorpresa, el asalto fue un fracaso táctico y tras 9 días de combate, los aliados tan solo consiguieron escapar de vuelta a su línea habiendo sufrido 18.000 bajas. En el siglo XXI, con las grandes mejoras que se están aplicando a las defensas antiaéreas, no parece que la estrategia de la invasión aérea vaya a darse nunca.

### Pacificación

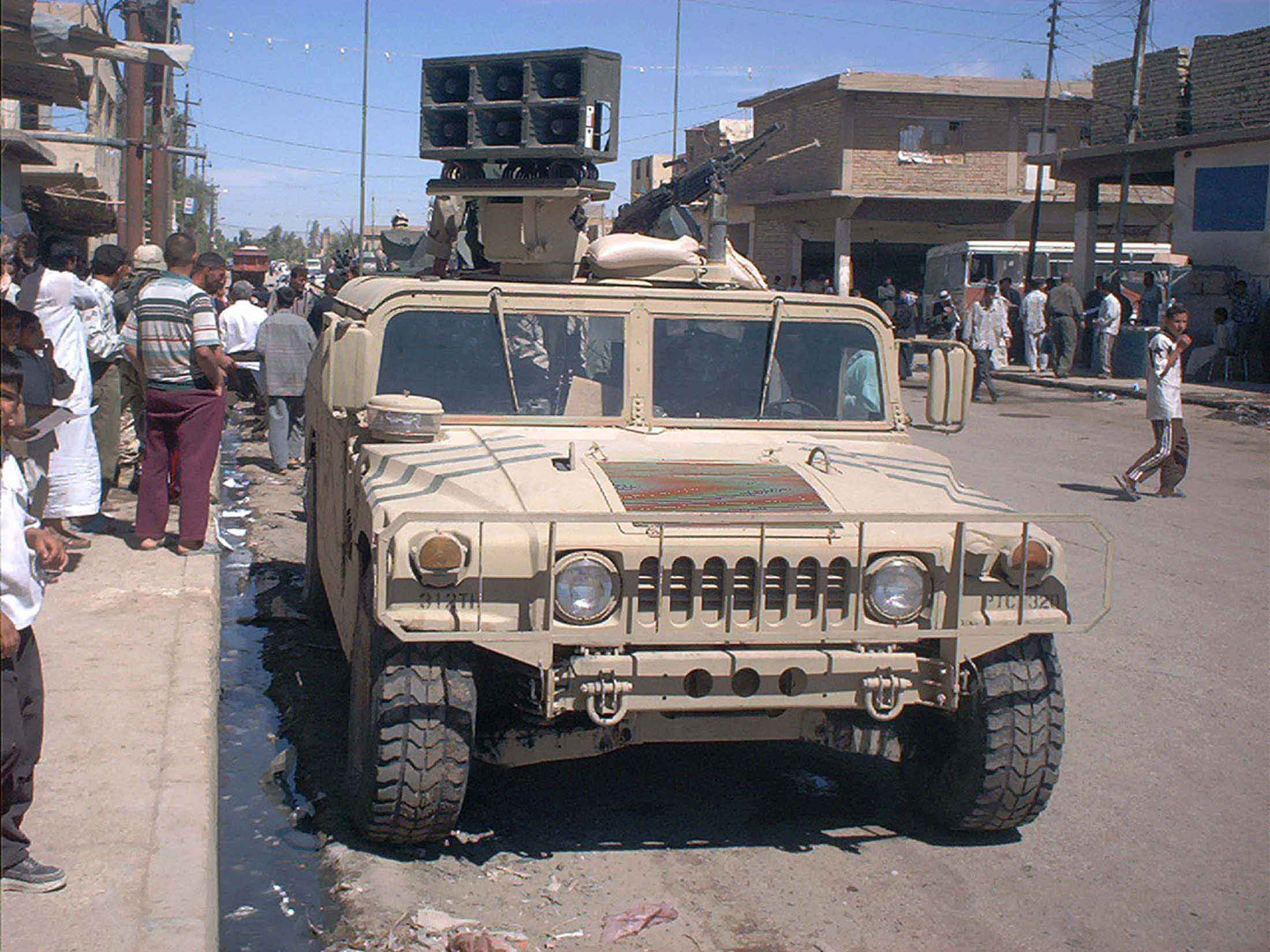
Fuerzas estadounidenses distribuyen información en las calles de Kut, Irak.

Una vez que se han subvertido las fronteras políticas y las líneas militares, el objetivo final de las fuerzas invasoras, y podría decirse que el más importante, es la pacificación de la región. Tras la derrota del ejército regular, o a falta de uno, la resistencia a la invasión suele provenir de movimientos de resistencia civiles o paramilitares. La pacificación completa de un país ocupado puede ser difícil, y a menudo imposible, pero el apoyo popular es vital para el éxito de cualquier invasión.
Se puede utilizar propaganda en forma de panfletos, libros y emisiones de radio para animar a los combatientes de la resistencia a rendirse y para disuadir a otros a unirse a su causa. La pacificación, a menudo calificada de "la conquista de los corazones y las mentes", reduce el deseo de los civiles de montar una resistencia. Esto se puede conseguir mediante la reeducación, permitiendo a los ciudadanos conquistados participar en su gobierno, o, especialmente en las zonas empobrecidas o sitiadas, simplemente proporcionando alimento, agua y refugio. A veces se llevan a cabo demostraciones del poder militar; las fuerzas invasoras pueden reunirse o desfilar en las calles de las ciudades conquistadas, intentando demostrar la futilidad de más lucha. Estas demostraciones también pueden incluir ejecuciones de soldados enemigos, guerrilleros de la resistencia u otros conspiradores. Especialmente en la antigüedad, la muerte o el encarcelamiento de un líder popular era a veces suficiente para provocar una rápida rendición. Sin embargo, a menudo esto ha tenido el efecto involuntario de crear mártires alrededor de los cuales se puede generar una resistencia popular. Un ejemplo de esto fue Sir William Wallace quien, siglos después de su ejecución a manos de los ingleses, sigue siendo un símbolo del nacionalismo escocés.
Se deben tener en cuenta muchos factores para decidir qué táctica usar durante la ocupación y, cuando se toman decisiones equivocadas, pueden dar lugar a años (o incluso siglos) de resistencia continua. Los problemas causados por una resistencia continua pueden ser mínimos si el territorio conquistado solo se necesita para propósitos tácticos a corto plazo, pero pueden resultar extremadamente difíciles si la intención es colonizar la zona o retener la tierra indefinidamente.

## Apoyo

### Logística
Sin un flujo constante de suministros, una fuerza invasora se tendría que batir en retirada pronto. Antes de invadir Grecia, Jerjes I pasó tres años reuniendo suministros de toda Asia; Heródoto escribió que el ejército persa era tan grande que "se bebía los ríos hasta dejarlos 
secos".
En la mayoría de las invasiones, incluso en las modernas, muchos de los suministros se recogen directamente del territorio invadido. Antes de las leyes de la guerra, los invasores dependían en gran medida de las provisiones que conseguían al conquistar ciudades durante su avance. Durante la segunda guerra púnica, por ejemplo, Aníbal desvió su ejército para conquistar ciudades simplemente para recoger provisiones; su estrategia de cruzar los Alpes requería viajar con las menos provisiones posibles, con la esperanza de que los almacenes romanos les sustentaran cuando cruzasen la frontera. La táctica tierra quemada utilizada en Rusia forzó a Napoleón a retirar sus tropas debido a la falta de alimentos y cobijo. La Ley de Guerra Terrestre prohíbe hoy en día el saqueo y la confiscación de la propiedad privada, pero los suministros locales, especialmente los perecederos, siguen aprovechándose todavía por las fuerzas ocupantes siempre que sea posible, y los aeroplanos suelen utilizar paracaídas para arrojar suministros a las fuerzas acorraladas. Aunque las reglas se hace más estrictas, las necesidades de la guerra se hacen más numerosas; además de la comida, el refugio y la munición, los ejércitos modernos necesitan combustible, baterías, piezas mecánicas de recambio, equipo electrónico y muchas otras cosas. En Estados Unidos, la Agencia de Logística de Defensa emplea a 22.000 civiles para la única tarea del apoyo logístico, y cada año se licencian 30.000 soldados en la Escuela de Gestión de Logística del Ejército de EE. UU.
Esto es indispensable saberlo

### Comunicaciones

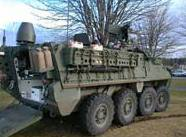
Un centro portátil de comunicación por satélite.

Otro factor es la importancia de que el mando pueda comunicarse con la fuerza invasora. En los tiempos antiguos, esto solía significar que el rey tenía que comandar sus ejércitos en persona para asegurarse de que se seguían sus órdenes, como en el caso de Alejandro Magno. En esa época, las habilidades necesarias para liderar unas tropas en batalla eran tan importantes como las habilidades necesarias para dirigir un país durante el tiempo de paz. Cuando era necesario que el rey estuviera en otro lugar, los mensajeros transmitían las órdenes a la retaguardia, a menudo a caballo o, en casos como el de la Batalla de Maratón, con corredores veloces.
Cuando era posible, se utilizaban balandros y cúteres para transmitir información por mar. La HMS Pickle llevó a Gran Bretaña las primeras noticias de que Nelson había vencido a las fuerzas francesas y españolas en la Batalla de Trafalgar.
El desarrollo del código Morse, y más tarde las comunicaciones de voz por radio y satélite, han permitido que hasta las unidades pequeñas de escaramuzadores puedan permanecer en contacto con el grueso de la fuerza invasora, para verificar órdenes o pedir apoyo de artillería y ataques aéreos. Estas comunicaciones fueron críticas para la estrategia alemana de la blitzkrieg, ya que el mando de la infantería dejaba las posiciones defensivas a los tanques y los bombarderos.

## Aplicaciones en la guerra de cuarta generación
En el siglo XX y el siglo XXI, surgieron dudas acerca de la efectividad de la estrategia de invasión en la guerra de cuarta generación. En este caso, uno o más grupos combatientes están controlados no por un gobierno estatal centralizado, sino por unos dirigentes independientes, y pueden estar compuestos por civiles, agentes extranjeros, mercenarios, políticos, líderes religiosos y miembros del ejército regular. Estos grupos actúan en pequeño número, no están restringidos por las fronteras y no dependen necesariamente del apoyo directo del estado. Los grupos así no se pueden vencer fácilmente con una simple invasión, o incluso por una ocupación constante; puede que el ejército regular del país haya sido derrotado y el gobierno reemplazado, pero la guerra asimétrica puede prolongarse indefinidamente por parte de estos grupos. Como las unidades armadas regulares no tienen la flexibilidad e independencia de las células secretas, muchos creen que el concepto de una fuerza poderosa ocupante en realidad crea una desventaja.
Una teoría rival dice que la guerra de cuarta generación es necesaria para la ideología extremista y los gobiernos injustos; si una invasión puede cambiar el gobierno y reeducar a la gente, la resistencia prolongada es improbable y  se puede prevenir una futura violencia. Esta teoría reconoce que estos cambios pueden llevar tiempo—generaciones, en algunos casos—pero sostiene que se pueden obtener beneficios inmediatos al reducir el número de militantes de estas células secretas y obstruir sus líneas de suministro. Los defensores de la estrategia de invasión en la guerra de cuarta generación mantienen la creencia de que una fuerza ocupante poderosa también puede tener éxito en sus objetivos a nivel táctico, acumulando pequeñas victorias como en una guerra de desgaste.
El concepto de guerra de cuarta generación es bastante nuevo, por lo que ningún bando puede afirmar saber a ciencia cierta qué estrategias resolverán el problema en última instancia. Los opositores a la estrategia de invasión señalan la falta de ejemplos en los que las fuerzas ocupantes o pacificadoras hayan alcanzado un éxito concluyente. También citan los continuos conflictos como el de Irlanda del Norte, Israel, Chechenia e Irak, y otros ejemplos que, afirman, son fracasos demostrados, como la del Líbano y Afganistán. Los defensores de la estrategia de invasión sostienen que es demasiado pronto para llamar fracasos a esas situaciones, y que se necesita paciencia para que el plan progrese. Algunos dicen que, de hecho, las invasiones han tenido éxito, pero que los adversarios políticos y los medios internacionales manipulan los hechos por sensacionalismo o beneficio político.

## Resultados
Los resultados de una invasión pueden variar según los objetivos de los invasores y los defensores, el éxito de la invasión y de la defensa, y la presencia o ausencia de un acuerdo entre los contendientes. El resultado más típico es la pérdida de territorio, acompañada casi siempre de un cambio en el gobierno y a menudo por la pérdida del control directo del gobierno por parte del perdedor. Esto a veces implica que el país se transforma en un Estado satélite, a menudo con el requisito de pagar compensaciones o tributos al vencedor. En casos raros, el resultado de una invasión exitosa es simplemente un regreso al statu quo; esto se puede observar en las guerras de desgaste, en las que el principal objetivo estratégico es la destrucción de suministros y personas.

## Invasiones récord
Muchos récords se establecieron durante la Segunda Guerra Mundial, en el punto álgido de la guerra de segunda y tercera generación. El vasto número de ejércitos implicados combinado con las tácticas y tecnologías innovadoras permitieron, podría decirse que por última vez en la historia, invasiones a escala masiva.
La mayor invasión de la historia fue la Operación Barbarroja de 1941, en la que 4.000.000 de soldados alemanes entraron en Rusia con la estrategia blitzkrieg (guerra relámpago). Los alemanes avanzaron con facilidad al principio y prácticamente quedaron a las puertas de Moscú, además de sitiar Leningrado, pero pronto se enfrentaron al duro invierno ruso y a la feroz resistencia soviética, y su avance por tierra se detuvo en Stalingrado a principios de 1943.
En la mayor invasión anfibia de la historia, 156.215 soldados aliados desembarcaron en Normandía para recuperar Francia de manos de las fuerzas alemanas comandadas por Rommel. Aunque fue costosa en términos de hombres y material, la invasión hizo avanzar el frente occidental y forzó a Alemania a redirigir sus fuerzas desde los frentes ruso e italiano. En retrospectiva, también se le reconoce haber fijado una frontera oeste al comunismo soviético; si los aliados no hubieran avanzado, es posible que la Unión Soviética hubiera terminado dominando una mayor parte de Europa que finalmente no la controlaron.

## Otros ejemplos de invasiones históricamente significativas

### Invasión asiria del Reino de Israel
Sargón II, durante su conquista de gran parte de lo que hoy se conoce como Oriente Medio, venció al Reino de Israel en 722 a. C. y envió a sus habitantes al exilio. Esto presagió las conquistas futuras de Grecia y Roma y, más tarde, las Cruzadas. Hasta la fecha, la región sigue conquistada.

### Invasión persa de Grecia
En {{480 a. C., Jerjes I de Persia condujo sus ejércitos contra la desmembrada confederación de ciudades-estado que constituían lo que hoy es Grecia. Una de las batallas más famosas de esta guerra, librada en las Termópilas, es un ejemplo del uso de un cuello de botella para obtener ventaja táctica. Aunque el ejército de Jerjes era enorme —las estimaciones modernas son de 250.000 hombres—, los griegos consiguieron mantener sus posiciones durante días usando un estrecho paso montañoso para retrasar el avance persa. La invasión también demuestra la importancia de las rutas de comunicaciones y suministros; aunque las batallas en tierra fueron casi todas victorias persas, los griegos lograron cortar su apoyo naval y los persas se vieron forzados a rendirse. La invasión sirvió para unificar las ciudades-estados y dar lugar a la formación de la nación de Grecia.

### Conquista macedonia del Imperio persa
En 323 a. C.., Alejandro Magno acaudilló su ejército hacia Persia, venció a Darío III, conquistó Babilonia y se apoderó del Imperio persa. La influencia de Alejandro al mezclar las culturas dio como resultado el período helenístico de Mesopotamia y el norte de África.

### Las conquistas musulmanas
Tras la unificación de la península arábiga por Mahoma en 632, sus sucesores al califato emprendieron una serie de invasiones en Oriente Medio, el norte de África, el sur de Europa y el sur de Asia. Con una duración poco mayor que un siglo, estas conquistas colocaron a gran parte del mundo antiguo bajo la bandera del Islam y representan el cénit del poder político islámico.

### La conquista normanda de Inglaterra
La invasión de Inglaterra en 1066 por Guillermo el Conquistador, y la batalla decisiva que ganó la guerra, la Batalla de Hastings, tuvieron profundos efectos en el desarrollo histórico y social de Gran Bretaña y de la propia lengua inglesa.

### Las Cruzadas
En una serie de nueve invasiones principales, de 1095 a 1291, la Iglesia Católica intentó conquistar la Tierra Santa de manos de los musulmanes, con diverso éxito. Mientras Jerusalén cambiaba de manos y las fuerzas europeas avanzaban y retrocedían, se restablecieron las incursiones al Levante y las culturas se mezclaron a gran escala por primera vez en siglos.

### Las invasiones de China de Gengis Kan
Desde 1206 hasta su muerte en 1227, Gengis Kan orquestó una serie de invasiones que unificaron gran parte de Asia. Muy dependientes de la caballería, las hordas mongolas podían trasladarse rápidamente y estar al mismo tiempo bien abastecidas. El Imperio mongol, era en 1368 el imperio contiguo más grande de la historia, abarcando 35 millones de km² de territorio que se extendía por todo el continente. La invasión hacia el este de China creó la Dinastía Yuan, y la invasión hacia el oeste de la Rus de Kiev enlazó a Europa con Asia restableciendo la ruta de la seda.

### Conquista del Imperio azteca
La última parte del imperio azteca fue destruida en Tenochtitlan en 1521, a manos de una combinación de fuerzas españolas y nativas. Ayudado por 2000 guerreros tlaxcaltecas locales, Hernán Cortés entró en la ciudad. Aunque él y sus hombres fueron expulsados, volvieron con naves y sitiaron la capital. Aunque una epidemia de viruela tuvo su efecto sobre los aztecas, la conquista de Cortés fue la culminación de la estrategia española en las Américas: utilizó promesas para ganarse a aliados nativos, atemorizó a sus enemigos y combinó su tecnología con la paciencia mientras atacaba a Tenochtitlán desde el lago Texcoco. Esto abrió la puerta a la colonización española de las tribus mesoamericanas del interior del continente.

### Invasión francesa de Rusia
En 1812, Napoleón condujo su Grande Armée hacia Rusia. En aquel momento, la fuerza invasora de 691.500 hombres era la más grande jamás reunida, y durante varias semanas el ejército ruso no pudo hacer otra cosa que retirarse e intentar ganar tiempo. La primera gran batalla entre los dos ejércitos, en las defensas rusas de Borodinó, fue uno de los días más sangrientos de la historia de la humanidad, con estimaciones de 65.000 muertes al menos. Aunque la retirada rusa permitió a los franceses capturar Moscú, estaban agotados y sin cobijo ni suministros. Napoleón se vio forzado a retirarse. Aunque esta invasión no fue el fin de Napoleón, se reconoce que fomentó un poderoso patriotismo en Rusia que produjo un fortalecimiento del país en los  siglos XIX y XX.

### Invasión de Polonia
El 1 de septiembre de 1939, Alemania invade Polonia, avanzando con su efectiva táctica de la guerra relámpago. Esta invasión trajo como consecuencia directa el estallido de la Segunda Guerra Mundial, el evento bélico más catastrófico en la historia de la humanidad hasta el momento. Semanas después, el 17 de septiembre, la Unión Soviética, aliada de Alemania inició la invasión oriental de Polonia, haciendo más efectiva y rápida la caída del país. 
La invasión nazi se llevó a cabo mediante bombardeos y ataques terrestres, mientras que los soviéticas aliados entraron con tanques y la dominaron paulatinamente por deportaciones de 2 millones de polacos a la URSS. Polonia sucumbió al cabo de un mes de una desastrosa defensa. La alianza entre los ocupantes de Polonia terminó cuando se desató la guerra entre ellos en 1941. Polonia fue ocupada por los alemanes hasta el final de la guerra en 1945. Significativamente, la parte oriental de Polonia fue anexionada a la Unión Soviética.

### Invasión de Irán por Irak
En 1980, tras varios conflictos, Irak invade a su vecina Irán y desencadena una sangrienta guerra que durará ocho años.

### Invasión de Kuwait
Tras la crisis que dejó en Irak la guerra con Irán, en 1991 las tropas de Saddam Hussein invadieron la pequeña nación de Kuwait para poder abastecerse de su economía. La invasión de Kuwait trajo consigo que una multitudinaria alianza internacional, liderada por Estados Unidos, defendiera a la nación y batallara contra Irak en lo que se conoció como la Guerra del Golfo. 

### Invasión de Irak de 2003
En el año 2003, el presidente de Estados Unidos George W. Bush ordena la invasión de Irak. A comienzos de ese año, los americanos acusaron a Irak de poseer armas de destrucción masiva, por lo que pidieron la renuncia de su presidente Saddam Hussein. 
Después de que la nación árabe no acatara las órdenes de los estadounidenses, el 20 de marzo de 2003, las tropas americanas bombardean Bagdad e inician un avance terrestre que culminó en la derrota de Irak. Durante los años restantes, Irak fue ocupada por Estados Unidos y desencadenó una etapa de mucha violencia conocida como la Guerra de Irak, que terminó en 2011. Saddam Hussein, en tanto, fue ejecutado en diciembre de 2006.

### Invasión de Ucrania
En el 2022 tras varios meses de crisis diplomática entre Ucrania y Rusia, el 24 de febrero de 2022, Rusia anuncia el inicio de una "operación militar especial" en el país vecino y realiza una invasión a gran escala contra Ucrania. La agresión rusa contra el estado ucraniano ha recibido una condena generalizada a nivel mundial.